# Дончо Хрусанов
Дончо Гавраилов Хрусанов е български юрист, професор по административно право и административен процес, доктор по право.

## Биография
Роден на 8 юни 1947 г. в Котел. В годината преди българския конституционен референдум (1971). завършва право в Юридическия факултет на Софийския университет.
От 1975 г. е асистент по административно право и административен процес в Юридическия факултет, а през 1993 г. става доцент по административно право и административен процес в Катедрата по държавноправни и административноправни науки.
От 2003 г. е професор в Катедрата по административноправни науки на Юридическия факултет на Софийския университет „Св. Климент Охридски“ и в Юридическия факултет на Великотърновския университет „Св. св. Кирил и Методий“. Специализира в Германия (1983), Белгия (1992), Гърция (1995 – 1996) и САЩ (2006).
В периодите 1991 – 1995, 2006 – 2007, 2007 – 2011 е заместник-декан, а през 1995 – 1999, 1999 – 2003 – декан на Юридическия факултет на Софийския университет. За периода 1992 – 1994 г. е декан на Юридическия факултет на Великотърновския университет „Св. св. Кирил и Методий“, а от 2006 до 2010 г. е ръководител на Катедра по публичноправни науки.
Председател на сдружение „Правна клиника“ при Юридическия факултет на Софийския университет. Член на Правния съвет към Президента на Република България (2001 – 2011). Член на Консултативния съвет към председателя на XL народно събрание (2005 – 2009). Арбитър в Арбитражния съд при Българската търговско-промишлена палата (от 2005). Член на Изпълнителния съвет на Фонд научни изследвания към Министерството на образованието, младежта и науката (от 2011). Член на Съюза на юристите в България (1973), на редакционната колегия на списанията „Съвременно право“ (от 1991) и „Юридически свят“ (от 2008).
Той е автор на един от проектите за Конституция на Република България (1991).
Носител е на „Почетния знак със синя лента на Софийския университет „Св. Климент Охридски“ (2012).
Има повече от 80 публикации. Владее немски и руски език.
Дончо Хрусанов умира на 73 години, заедно със съпругата си Дочка, при автомобилна катастрофа на 30 април 2021 г.